# Carvilia obscura
Carvilia obscura es una especie de mantis de la familia Mantidae.

## Distribución geográfica
Se encuentra en África tropical.